# Baronia de Juneda
La Baronia de Juneda era la jurisdicció senyorial centrada en el castell de la vila de Juneda. El fundador d'aquesta i, alhora, repoblador de les Garrigues, fou Guillem III de Cervera, de la línia dita de Juneda, Castelldans i Gebut, parent de Ramon Berenguer IV i Castlà de Lleida.
Guillem IV de Cervera, dit el monjo, es casa el 1212 amb Elvira de Subirats, vídua del comte Ermengol VIII d'Urgell i mare de la comtessa Aurenbiaix. Un descendent seu, Guillem VI de Cervera, senyor de Juneda i de Castelldans, mori sense fills i la baronia passa el 1318 a Sibil·la, muller de Pere VII de Vilamur, fill dels vescomtes de Vilamur, senyors de la Pobla de Segur. Heretà el vescomtat i Juneda, el seu nebot Ramon d'Anglesola, baró de Bellpuig (1381) i, en morí aquest(1386), el vescomtat i Juneda passaren al comte Hug II de Cardona. la baronia de Juneda es mantingué dins el domini de la casa dels Cardona (Ducs des de 1491) fins a l'extinció de les Senyories al segle xix.